# Václav Josef Lažanský z Bukové
Václav Josef Antonín říšský hrabě Lažanský z Bukové (11. dubna 1674 Praha – 2. března 1715 Chříč) byl český šlechtic, dvořan a státní úředník, zastával úřad hejtmana ve dvou krajích Českého království. Proslul jako mecenáš barokního umění, v součinnosti s manželkou Marií Gabrielou z rodu Černínů podnikl přestavbu města Manětín, kde byl po požáru v roce 1712 rekonstruován i zámek. Na svých panstvích inicioval také vznik řady církevních staveb a zaměstnával významné umělce z různých oborů (T. Haffenecker, P. Brandl).

## Životopis
Pocházel z českého šlechtického rodu Lažanských Bukové, kterému od roku 1637 náležel říšský hraběcí titul. Narodil se v paláci Lažanských v Karmelitské ulici v Praze na Malé Straně jako starší syn pozdějšího nejvyššího dvorského sudího Karla Maxmiliána Lažanského (1639–1695). Václav Josef absolvoval kavalírskou cestu, během níž navštívil Francii a Itálii, jako jeden z mála českých šlechticů také Švédsko, odkud pocházela jeho matka Anna Alžběta, rozená Spandko (†1709). Mezitím zdědil po otci rodový majetek a do roku 1699 jej spravoval celý jako poručník svého mladšího bratra Adama Víta (1680–1737). V roce 1699 si bratři majetek rozdělili, Václav Josef převzal Manětín, Všesulov a Veleslavín u Prahy. Jeho dědický podíl měl hodnotu 188 000 zlatých a na rozdíl od mnoha jiných majetků té doby byly statky jen minimálně zadluženy. Po převzetí dědictví podnikl další cestu do Itálie, po návratu se stal hejtmanem Rakovnického kraje (1701–1702), později byl hejtmanem Plzeňského kraje (1705–1707),dosáhl také hodnosti císařského komorníka. 
Václav Josef Lažanský zemřel náhle následkem mrtvice na zámku Chříč ve věku čtyřiceti let. V souladu s barokní tradicí byly jeho ostatky rozděleny na několik částí a uloženy na různých místech. Tělo bylo pohřbeno v bazilice Nanebevzetí Panny Marie v Praze na Strahově, srdce bylo uloženo v manětínském kostele sv. Jana Křtitele a schránka s vnitřnostmi putovala do  kostela sv. Vavřince v Kožlanech na panství Chříč.

## Majetkové poměry a stavební aktivity

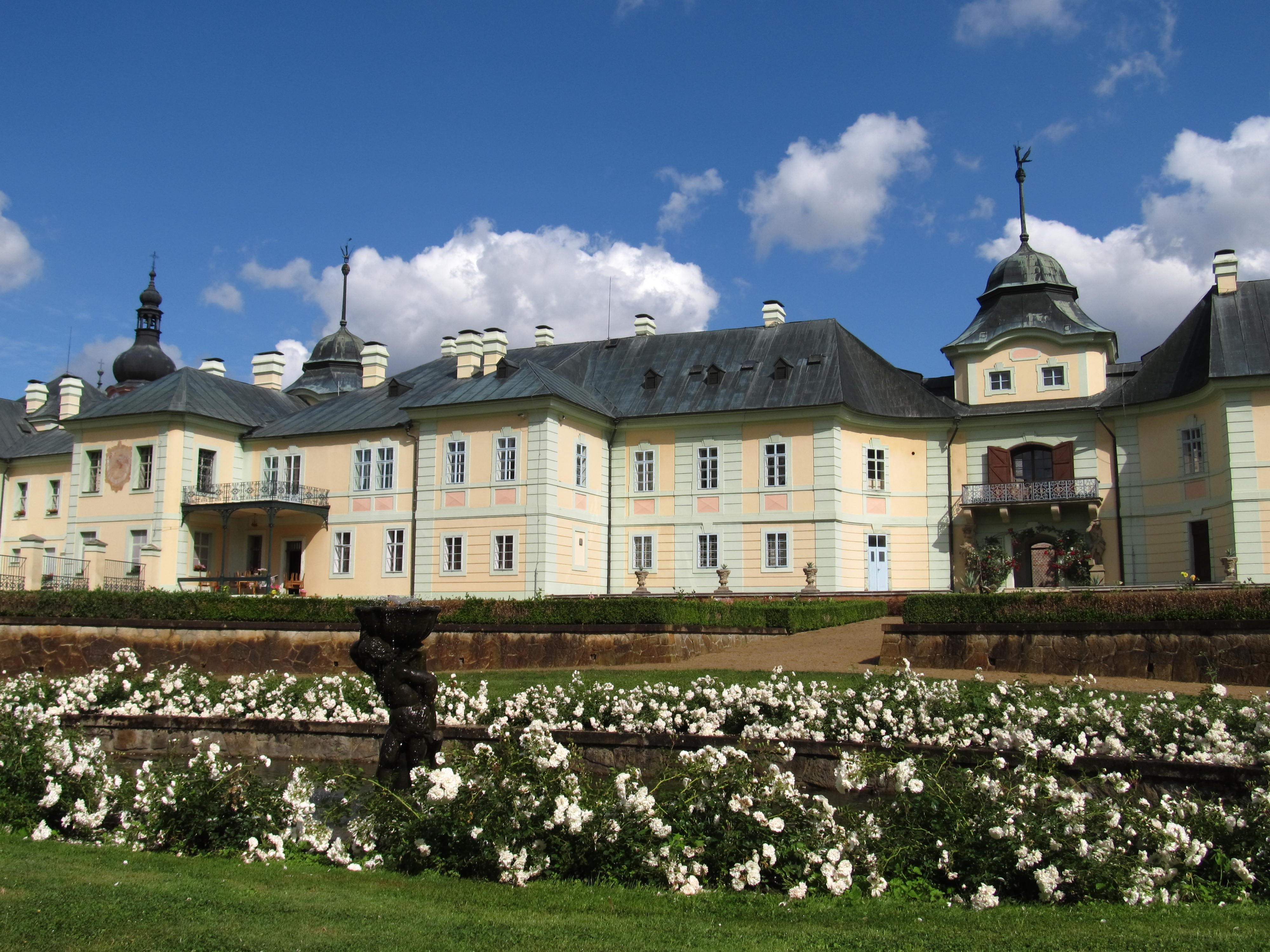
Zámek Manětín

Při dělení otcovského majetku v roce 1699 převzal panství Manětín, statek Všesulov na Rakovnicku se třemi vesnicemi (ve Všesulově byla tvrz, v té době však již nevyužívaná a později zanikla), dále pak statek Veleslavín u Prahy s hospodářským dvorem. Kromě zděděných statků koupil v roce 1700 od Týřovských z Ensidlu panství Chříč, které v minulosti Lažanským již patřilo v 16. století. Za panství Chříč s městem Kožlany, několika vesnicemi a hospodářskými dvory zaplatil 211 500 zlatých. Po bratranci Karlu Michnovi z Vacínova zdědil v roce 1711 statky Struhaře a Lubenec. V roce 1711 prodal manětínské panství své manželce Marii Gabriele. Jednalo se o fiktivní převod majetku, který měl zabránit případnému nátlaku věřitelů Václava Josefa, Marie Gabriela ostatně za panství nikdy nezaplatila. V regionu mezi panstvím Chříč a statkem Všesulov koupil v roce 1713 statek Čistá u Rakovníka s několika dalšími vesnicemi. Tento majetek získal od svatovítské kapituly za 25 000 zlatých.
Václav Josef Lažanský kromě nákupu dalších statků investoval vysoké finanční částky do výstavby svých sídel, byl také donátorem několika sakrálních staveb a zaměstnával přední barokní umělce. Hned po převzetí dědictví pokračoval na základě otcovy poslední vůle ve výstavbě poutního, později hřbitovního kostela sv. Barbory v Manětíně. Autorem projektu byl pravděpodobně Jan Baptista Mathey, který v té době pracoval pro nedaleký klášter Plasy. K vnitřní výzdobě kostela byl přizván Petr Brandl, který v Manětíně působil i později a je autorem rozměrného plátna Křest Kristův (1716) ve farním kostele sv. Jana Křtitele (obraz má od roku 2006 statut národní kulturní památky). Hlavním sídlem byl zámek Manětín přestavěný Karlem Maxmiliánem Lažanským koncem 17. století, z té doby se také u zámku připomíná okrasná zahrada. V roce 1712 postihl Manětín požár, který zničil celé město a část zámku. Václav Josef Lažanský hned poté přistoupil k obnově, díky rodinným vazbám byl k realizaci přizván dvorní architekt Tomáš Haffenecker (v dřívější době byl uváděn jako autor Santini). Haffenecker svým projektem vytvořil ideální koncept barokního rezidenčního města venkovské šlechty středoevropského významu. Samotný zámek nebyl nikdy dokončen podle původních návrhů, patří ale k významným památkám v západních Čechách.

## Rodina

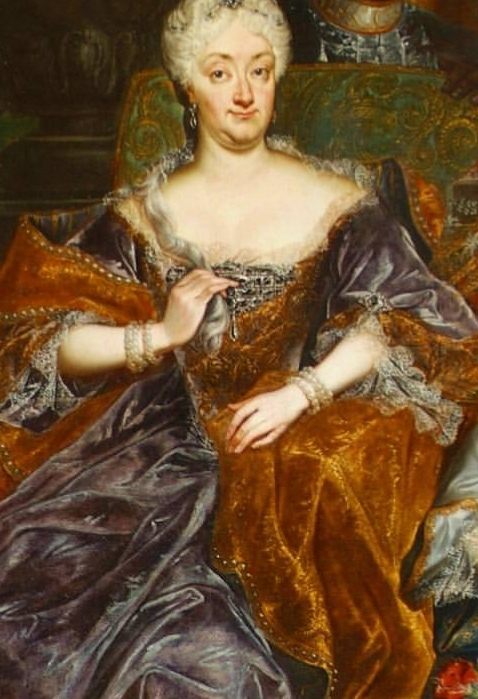
Marie Gabriela Lažanská z Bukové rozená Černínová z Chudenic (1691–1758)

V roce 1707 se oženil s hraběnkou Marií Gabrielou Černínovou z Chudenic (1691–1758), dcerou místokancléře hraběte Tomáše Zachea Černína. Sňatek se konal na císařském zámku Favorita u Vídně. Při příležitosti svatby se Marie Gabriela stala dámou Řádu hvězdového kříže, mimoto byla dvorní dámou císařovny Amálie Vilemína, která byla také mezi svatebními hosty. Z manželství Václava Josefa Lažanského a Marie Gabriely pocházeli dva synové a dvě dcery. Na zámku Manětín jsou umístěny dva skupinové rodinné portréty, Václava Josefa se syny a Marie Gabriely s dcerami (Filip Christian Bentum, 1725). V případě portrétu Václava Josefa se jedná o fikci, protože je zde vyobrazen s téměř dospělými syny, ale ti takového věku dosáhli až mnohem později po předčasném otcově úmrtí. Marie Gabriela spravovala majetek jako poručnice za nezletilé děti, později se stala abatyší Ústavu šlechtičen na Novém Městě. Za složitých majetkoprávních poměrů přešlo do majetku této instituce vlastnictví panství Chříč, další statky zdědili synové. Po předčasném úmrtí manžela pokračovala Marie Gabriela v budování barokní rezidence v Manětíně, kde mimo jiné vznikl hodnotný soubor barokních soch financovaný spřízněnými rody Černínů nebo Pöttingů.
- 1. Maxmilián Václav (1710–1776), císařský tajný rada, hejtman Plzeňského a Loketského kraje, majitel panství Rabštejn nad Střelou, Lubenec, Struhaře, ∞ 1733 Terezie Antonie hraběnka z Lisova (1711–1785), dáma Řádu hvězdového kříže
- 2. Karel Josef (1712–1750), rytíř Maltézského řádu, majitel panství Chříč, Všesulov, Čistá, ∞ 1734 Anna Karolína hraběnka z Morzinu (1718–1786), dáma Řádu hvězdového kříže
- 3. Marie Anna (1713–1764), dáma Řádu hvězdového kříže, ∞ 1745 Friedrich Peter hrabě Pellegrini (†1765), polní podmaršál císařské armády,[19] císařský komoří, rytíř Maltézského řádu
- 4. Marie Josefa (1715–1769), dáma Řádu hvězdového kříže, ∞ 1732 Václav Josef hrabě Pötting z Persingu (1709–1760), císařský komoří, majitel panství Nalžovy

Jeho švagry byli hrabě Albert Karel Buquoy (1638–1714) a Leopold Josef Künigl (1688–1727). 